# Futureperfect
Futureperfect és el quart àlbum del grup de música electrònica VNV Nation. Fou publicat per gener del 2002 a Europa i a principis de març del 2002 als Estats Units.
Com a novetat important, VNV Nation utilitzaren principalment programari de sintetitzadors, amb ordinadors de la plataforma Apple. Com els discos anteriors, Futureperfect comença amb una peça introductòria ("Foreword"), on Harris, Pedram Sadighi i Severine St. Denis reciten el text "Aquest és el teu món. Aquesta és la teva gent. Pots viure pensant només en tu o ajudar a construir un futur millor per a tothom" (extret de Nimrod), en anglès, alemany i francès. Els temes posteriors oscil·len entre l'agressivitat d'"Epicentre", "Electronaut" (amb compàs ternari i veu robotitzada), "Genesis" (amb tocs de hard-trance) o "Structure" -un tema ple d'efectes i que connecta amb les seves influències més industrials- i les cançons més lentes, com "Liebestod", "Holding on" o "Carbon". Cap al final del disc s'hi troba "Beloved", un dels seus temes més coneguts i versionats.

## Temes
1. Foreword (lletra: extracte de Nimrod, de Sir Edward Elgar) - 1:53
2. Epicentre - 6:25
3. Electronaut - 6:35
4. Liebestod (en alemany, "la mort de l'amor") - 2:54
5. Holding on - 4:40
6. Carbon - 6:13
7. Genesis - 5:46
8. Structure - 4:07
9. Fearless - 6:16
10. 4am - 1:50
11. Beloved - 7:24
12. Airships - 8:18

## Dades
- VNV Nation: Ronan Harris i Mark Jackson.
- Lletra i música de Ronan Harris excepte on s'especifiqui una altra cosa.
- Veus addicionals a "Foreword": Pedram Sadighi i Severine St. Denis.
- Enregistrat i mesclat als estudis Nationhood (Hamburg). Veus enregistrades als estudis Candyland, Nationhood i Blue Studios.
- Producció: Ronan Harris.
- Enginyers de so: Fred Darum i Ronan Harris.
- Disseny de portada: Fross i Nationhood.
- Fotografia: Dirk Eusterbrook (tractament addicional: Raumgleiter).